# ألفرد ويلكينسون جونسون
ألفرد ويلكينسون جونسون (بالإنجليزية: Alfred Wilkinson Johnson)‏ هو ضابط أمريكي، ولد في 18 نوفمبر 1876 في فيلادلفيا في الولايات المتحدة، وتوفي في 5 ديسمبر 1963 في واشنطن العاصمة في الولايات المتحدة.